# Dalmacio Negro Pavón

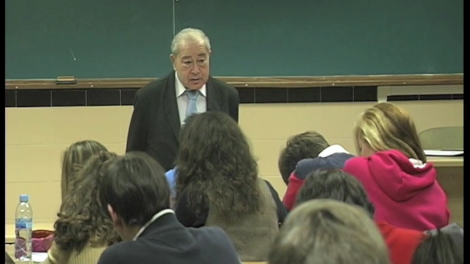
Dalmacio Negro impartiendo una Lección en USP-CEU

Dalmacio Negro Pavón (Madrid,  23 de diciembre de 1931-Madrid, 23 de diciembre de 2024) fue un politólogo, filósofo y catedrático español de Ciencia Política y de Historia de las Ideas y miembro de la Real Academia de Ciencias Morales y Políticas.

## Trayectoria académica
Licenciado en Derecho y Filosofía y doctor en Ciencias Políticas, ha sido profesor titular de "Fundamentos de Filosofía" y "Filosofía de la Historia" y catedrático de "Historia de las Ideas y Formas Políticas" en la Universidad Complutense de Madrid. Fue asimismo catedrático emérito de Ciencia Política en la Universidad CEU San Pablo, donde participó en la docencia de la licenciatura de Ciencias Políticas y de la Administración, así como en la implantación del nuevo Grado de Ciencia Política (Proceso de Bolonia). Dirigió el Seminario de Estudios Políticos "Luis Díez del Corral": con periodicidad semanal, se seguía un texto de Teoría Política e Historia de las Ideas, mientras profesores, doctorandos, alumnos de grado y profesionales liberales lo comentaban junto al profesor.

## Pensamiento
Sobre la Modernidad afirmó: «A finales del siglo XV, hacia 1494, debido a la decadencia política de las dos grandes entidades universales medievales, el Imperio y la Iglesia, sumida esta última en la grave crisis conciliarista origen de las ideas democráticas modernas, empezó a configurarse el sistema de los Estados, apareciendo la idea del equilibrio europeo en sustitución de la universitas christiana. Tras la Reforma protestante, la paz de Westfalia (1648) liquidó la Cristiandad en tanto categoría histórica política cultural, al consagrar la soberanía -secularización de un concepto teológico- y, con ella, el particularismo inherente a la estabilidad como concepto básico del ius publicum europaeum, impregnado empero de cristianismo».
Sobre mayo del 68 sostuvo: «La revolución del 68, gestada en el ambiente del postconcilio combinado con ciertas tendencias de la teología protestante norteamericana, difundida intelectual y moralmente con la ayuda de los medios de comunicación, ha actuado como catalizador de diversas corrientes más o menos radicales, penetrando en todas partes. No sólo en las Universidades y en los medios de comunicación, sino en las Iglesias -en el clero- mundanizándolas, al configurar la opinión y transformar profundamente los usos, las costumbres y los hábitos de conducta, el ethos».

## Obras
- Negro Pavón, Dalmacio (1976). Liberalismo y socialismo: la encrucijada intelectual de Stuart Mill. Centro de Estudios Políticos y Constitucionales. ISBN 978-84-259-0577-3.
- — (1985). Comte: positivismo y revolución. Editorial Cincel. ISBN 978-84-7046-411-9.
- — (1988). El Liberalismo en España. Unión Editorial. ISBN 978-84-7209-209-9.
- — (1995). Estudios sobre Carl Schmitt. Fundación Cánovas del Castillo. ISBN 978-84-88306-26-5.
- — (1995). La tradición liberal y el estado. Unión Editorial. ISBN 978-84-7209-287-7.
- — (2002). Gobierno y Estado. Marcial Pons, Ediciones Jurídicas y Sociales. ISBN 978-84-7248-994-3.
- — (2006). Lo que Europa debe al cristianismo. Unión Editorial. ISBN 978-84-7209-434-5.
- — (2008). El mito del hombre nuevo. Ediciones Encuentro. ISBN 978-84-7490-961-6.[4]

- — (2010). Historia de las formas del Estado. El buey mudo. ISBN-EAN 9788493778910. (enlace roto disponible en Internet Archive; véase el historial, la primera versión y la última).
- — (2015). La ley de hierro de la oligarquía. Encuentro. ISBN 9788490551219.[5]
- — (2021). Liberalismo, iliberalismo. Artículos políticos 1998-2013. Los Papeles del Sitio.